# Karūband
Karūband (persiska: سفید خانی کوچک, Sefīd Khānī, کروبند) är en ort i Iran.   Den ligger i provinsen Lorestan, i den västra delen av landet, 400 km sydväst om huvudstaden Teheran. Karūband ligger 1 641 meter över havet och antalet invånare är 112.
Terrängen runt Karūband är lite bergig. Runt Karūband är det ganska tätbefolkat, med 56 invånare per kvadratkilometer. Närmaste större samhälle är Qomīsh, 13,0 km nordost om Karūband. Trakten runt Karūband består i huvudsak av gräsmarker.